# مقاطعة سوليفان (تينيسي)
مقاطعة سوليفان هي مقاطعة في تينيسي، بلغ عدد سكانها 156٬823  نسمة، في 2010، عاصمتها بلونتفيل، تبلغ مساحتها 1٬113 كيلومتر مربع.

## الموقع
تشترك في الحدود مع:
- مقاطعة واشنغطون
- مقاطعة جونسون
- مقاطعة سكوت
- مقاطعة واشنطن (تينيسي)
- مقاطعة كارتر
- مقاطعة هوكينز.

## أعلام
- هابيل جاي براون
- جون آي. كوكس
- أوستين أغسطس كينغ
- إبراهام ماكليلان
- دويل لوسون